# Julien Beneyton
Pour les articles homonymes, voir Beneyton.
Julien Beneyton est un artiste français né à Échirolles (Isère) le 21 septembre 1977.

## Biographie
En 2001, Julien Beneyton est diplômé, félicitations du jury à l’unanimité du DNSAP (diplôme national supérieur des arts plastiques) de l’École nationale supérieure des beaux-arts de Paris.
Il vit et travaille aujourd’hui à Paris.

## Expositions

### Expositions personnelles
- 2024 : « Ghetto Bird »,  L’Abbaye / Fondation pour l’Art Contemporain Claudine & Jean-Marc Salomon, Annecy
- 2023 : « The world is yours », curateur : Philippe Piguet, (avec la participation de  Alexandre Leger), FRAC Picardie, Amiens
- 2023 : « Terre promise », curateur : Philippe Piguet,  Galerie Totem (FRAC Picardie + Amiens Métropole), Amiens
- 2023 : « Je me souviens », curateur : Philippe Piguet,  Arsenal – Musée d’Art Contemporain (partenaire: FRAC Picardie), Soissons
- 2020 : « D’après une histoire vraie », Chapelle Saint Libéral / Musée Labenche, Brive
- 2018 : « Retour vers le futur », Vog / Centre d’art contemporain, Fontaine
- 2016 : « Six pieds sur terre », Espace Vézère, Uzerche
- 2016 : « Humaine Comédie », Galerie Lily Robert, Paris
- 2015 : « La vie qui va avec », à la Chapelle de la Visitation - Espace d'art contemporain de Thonon-les-Bains - commissaire Philippe Piguet
- 2015 : « U can’t touch this »[1], à La Fabric – Fondation pour l’art contemporain Claudine & Jean-Marc Salomon, Annecy
- 2015 : « The B.A.G », projet « Chambre d’écoute » – Musée Géo-Charles, Échirolles
- 2014 : « Pieter », (présentation « 3 days in Paris ») à la Galerie Olivier Robert, Paris
- 2014 : « Wish List, Drawing Now » (artfair) - stand Galerie Olivier Robert, Paris
- 2013 : « A toute épreuve », Galerie Olivier Robert, Paris
- 2013 : « Watch your step », Gallery van de Weghe, Anvers
- 2012 : « Living Proof », à PGGM, Zeist, Pays-Bas
- 2011 : « Remember That »[2],[3], Galerie Olivier Robert, Paris
- 2011 : « Residents », Institut français des Pays-Bas – Maison Descartes, Amsterdam
- 2011 : « Je représente »[4], Galerie Olivier Robert, Paris
- 2011 : « A la régulière », Maison des arts de Malakoff, Malakoff
- 2009 : « Docks Art Fair », stand Galerie Olivier Robert, Lyon
- 2008 : « Téma Hip-Hop »[5], au Centre musical FGO Barbara, Paris
- 2008 : « The shit is real », Galerie Olivier Robert & Galerie Alain le Gaillard, Paris
- 2006 : « Julien Beneyton »[6], Galerie Alain Le Gaillard, Paris
- 2005 et 2004 : « Julien Beneyton », Galerie Alain Le Gaillard, Paris
- 2003 : « Julien Beneyton », Galerie Alain Le Gaillard, Paris

### Expositions collectives
- 2015 : « Vendange tardive 2015 »[7], Centre d'art contemporain de Meymac

## Œuvres dans les collections publiques
- France
  - Centre national des arts plastiques, Paris
  - École nationale supérieure des beaux-arts, Paris
  - FRAC-Artothèque du Limousin (Fonds régional d'art contemporain), Limoges
- Pays-Bas
  - Académie royale des beaux-arts d'Amsterdam
  - PGGM, Zeist
- Suisse
  - Musée d'art moderne et contemporain de Genève

### Articles de journaux
- Philippe Dagen, « Fête spectaculaire et ludique aux Beaux-Arts », Le Monde,‎ 28 mai 2002 (lire en ligne )
- Roxana Azimi, « Des œuvres à tous prix », Le Monde,‎ 5 octobre 2003 (lire en ligne )
- Philippe Piguet, « Julien Beneyton La réalité telle quelle », L'Œil,‎ 15 décembre 2008 (lire en ligne )
- Manou Farine, « Salomon, acte III », L'Œil,‎ 28 avril 2010 (lire en ligne )
- Vincent Delaury, « Julien Beneyton, portraitiste contemporain classique », L'Œil,‎ 12 février 2018 (lire en ligne)
- « Julien Beneyton », Le Monde,‎ 9 janvier 2009 (lire en ligne)
- Philippe Piguet, « Huit expérimentations autour du portrait contemporain », L'Œil,‎ 22 mars 2016 (lire en ligne)